# وی‌ای‌اف آی-۱۲
وی‌ای‌اف آی-۱۲ (به انگلیسی: VEF_I-12) یک هواگرد ملخ‌پیشین تک‌موتوره از نوع آموزشی ساخت شرکت Valsts elektrotehniskā fabrika (وی‌ای‌اف) است. هواگرد وی‌ای‌اف آی-۱۲ نخستین پروازش را در ۲۶ ژوئن ۱۹۳۷ میلادی انجام داد. در مجموع، تعداد ۱۲ فروند از این هواگرد ساخته شده‌است.
طراح این هواگرد، Kārlis Irbītis بود.